# „Később nem segít” kritérium
A „később nem segít” kritérium (angolul: later-no-help) egy szavazási rendszerek összehasonlítására alkalmas feltétel, amelyet Douglas Woodall fogalmazott meg. A kritérium akkor teljesül, ha egy választáson egy kevésbé preferált jelölt rangsorolása vagy pozitív értékelése nem tudja a választó által jobban preferált jelöltet segíteni. Azok a szavazási rendszerek, amelyek nem felelnek meg a „később nem segít” kritériumnak, ki vannak téve rosszindulatú taktikai szavazásnak, amely megtagadhatja a győzelmet az olyan jelölttől, aki Condorcet-győztes lenne.

## Megfelelő módszerek
A kétfordulós rendszer, az egyszeri átruházható szavazat (egygyőzteses verziójában: azonnali többfordulós szavazás), a jóváhagyó szavazás, a Borda-számlálás, a pontozáson alapuló szavazás, a Bucklin-szavazás és a többségi ítélet megfelel a későbbi segítség nélkül feltételnek.
Ha a választó csak egy előnyben részesített jelöltet választhat, mint például a relatív többségi szavazás esetén, akkor a „később nem segít” vagy teljesítettnek tekinthető (mivel a választó későbbi preferenciái nem segíthetnek a választott jelöltnek), vagy nem alkalmazható.

## Nem megfelelő módszerek
Az összes Minimax Condorcet módszer (beleértve a páronkénti oppozíciós változatot), a rangsorolt párok módszere, a Schulze-módszer, a Kemeny–Young-módszer, a Copeland-módszer, a Nanson-módszer és a Descending Solid Coalitions, a Woodall-féle Descending Acquiescing Coalition egyik változata, nem elégítik ki a kritériumot. A Condorcet-kritérium inkompatibilis a „később nem segít” kritériummal.

## Fordítás
Ez a szócikk részben vagy egészben  a   Later-no-help criterion című angol Wikipédia-szócikk fordításán alapul.  Az eredeti cikk szerkesztőit annak laptörténete sorolja fel. Ez a jelzés csupán a megfogalmazás eredetét és a szerzői jogokat jelzi, nem szolgál a cikkben szereplő információk forrásmegjelöléseként.

## Kapcsolódó szócikk
- „Később nem árt” kritérium